# 加須市立騎西中学校
加須市立騎西中学校とは埼玉県加須市騎西にある公立中学校である。昭和22年4月1日に開校した。

## 概要
騎西町の市街地の中に位置しており、南に国道122号が通っている。
学校西側に騎西中央公園がある。北側には騎西総合体育館(フジアリーナ)がある。東側には加須市立騎西文化・学習センター(キャッスルきさい)があり同場所に騎西城が位置している。
県道を挟んだ場所に土塁跡が残っている。騎西中学校は、同地域の騎西小学校、田ヶ谷小学校、種足小学校、鴻茎小学校、高柳小学校を卒業した生徒が主に通っており、全校生徒は約500人程度である。

## 進路
近隣の旧騎西高校が閉校し、埼玉県立誠和福祉高等学校に統合された。
他にも隣の久喜市や羽生市、鴻巣市などの高校への進学率も高い。

## 通学区域
騎西、外川、下崎、上崎、内田ケ谷、外田ケ谷、道地、下種足、中種足、上種足、中ノ目、戸室、西ノ谷、鴻茎、芋茎、牛重、根古屋、上高柳、日出安、正能、戸崎